# Abziehpresse
Als Abziehpressen bezeichnet man Druckpressen, die lediglich der Anfertigung von Korrekturfahnen oder Kleinstauflagen mit meist geringer Druckqualität dienen. Die Abzieh- oder Andruckpresse benutzt eine flache Form und einen runden Gegendruck, der anders als bei den Schnellpressen (Automaten) über die Druckform bewegt wird. Dabei gibt es einfache Varianten ohne Anlage und Farbwerk und kompliziertere Versionen mit Papieranlage und automatischem Nachfärbewerk. Es gibt Varianten mit fest geführtem Gegendruck und Varianten, bei denen der Gegendruck nur lose mit seinem Eigengewicht auf der Form aufliegt.
Andruckpressen werden heute, ihres einfachen Aufbaus wegen, oft von Schulen und Künstlern benutzt.
Beispiele:
- Grafix-Andruckpresse
- KORREX-Andruckpresse
- Handnudel